# 히노모토 오니코

히노모토 오니코에 대한 묘사의 예

히노모토 오니코(일본어: 日本鬼子)이란 2010년 2채널 뉴스 속보(VIP) 게시판에서 생겨난 일본의 모에 캐릭터이다.
일본인을 멸칭할 때 널리 쓰이는 중국어 단어인 "르번구이쯔"를 모에화한 것으로 오늘날 2채널 등 다른 인터넷 포럼이나 동영상 게시판에서도 자주 보이게 되는 캐릭터가 되었다.

## 같이 보기
- ISIS짱